# 利川桐生
利川 桐生（としかわ とうき、2003年8月2日 - ）は、日本のラグビー選手。

## プロフィール
- 大阪府出身[1]。
- ポジションはフランカー(FL)。
- 身長 181cm、体重 104kg
- U20日本代表に選ばれたことがある[2]。

## 略歴
2022年、大阪桐蔭高校卒業後、明治大学に入る。なお大阪桐蔭高校時代、高校日本代表候補に選ばれたことがある。
2024年、ラグビー日本代表宮崎合宿に参加。